# Maytenus chubutensis
Maytenus chubutensis, con el nombre común de maitén del Chubut, chaurilla, es una especie de planta fanerógama perteneciente a la familia Celastraceae. Es endémica de Chile y Argentina. 

## Descripción
Es un arbusto perennifolio que alcanza un tamaño de hasta 1 m de altura, con ramillas amontonadas hacia los extremos, teretes, de 1,5-9 mm en diámetro. Hojas dispuestas en forma de espiral; pecíolo corto, grueso, 0,5-1,5 mm de largo; lámina ampliamente ovada a ampliamente elíptica, ápice obtuso, o algunas veces redondeado. La inflorescencia axilar densa, sésil, con pocas flores, pétalos color burdeo intenso; floración entre septiembre y
noviembre. El fruto es una cápsula ovoide, con dos semillas, de 4-5 x 2-2,5 mm, rodeadas por un arilo rojo; maduración entre febrero y marzo.

## Distribución y hábitat
Es un arbusto nativo de Chile y Argentina. En Chile, se distribuye en la Cordillera de los Andes y de la Costa desde la Región Metropolitana (provincia de Melipilla) hasta la X Región (provincia de Osorno). Se encuentra a una altitud entre los 800 y 2.000 m. Siempre se asocia con bosques de Nothofagus, pero también puede crecer junto con Araucaria araucana y Austrocedrus chilensis. En todos estos bosques crece como arbusto asociado al sotobosque formando densos matorrales.
En Chile unos de los lugares donde más se encuentra esta especie es en la reserva nacional Altos de Lircay y en el Parque nacional Conguillio.
Mientras que en argentina en todo el sector de Chubut se ve mayormente.

## Taxonomía
Maytenus chubutensis  fue descrita por (Speg.) Lourteig, O'Donell & Sleumer y publicado en Natura 1: 208. 1955.
Etimología
Maytenus: nombre genérico de  maiten, mayten o mayton, un nombre mapuche para la especie tipo Maytenus boaria.
chubutensis: epíteto geográfico que alude a su localización en la Provincia del Chubut.
Sinonimia
- Pernettya chubutensis Speg.[4]